# Chaetomitrium wheeleri
Chaetomitrium wheeleri är en bladmossart som beskrevs av Georg Ernst Ludwig Hampe och C. Müller 1896. Chaetomitrium wheeleri ingår i släktet Chaetomitrium och familjen Hookeriaceae. Inga underarter finns listade i Catalogue of Life.